# Pallanuoto alla XXVI Universiade
Il torneo di pallanuoto della XXVI Universiade si è svolto a Shenzhen, Cina, dall'11 al 23 agosto 2011.

## Podi

### Uomini
| Evento                         | Oro | Argento | Bronzo |
| Pallanuoto maschile (dettagli) | Serbia Branislav Mitrović Luka Saponjić Marko Matović Srdjan Vuksanović Miloš Miličić Boris Vapenski Strahinja Rašović Nikola Dedović Nemanja Ubović Marko Petković Petar Filipović Aleksa Šaponjić Stefan Živojinović | Russia Victor Ivanov Nikita Jankov Artëm Odincov Aleksej Ryžov Aleničev Jurij Češev Dmitrij Antipov Pavel Chalturin Artur Fatachutdinov Kirill Novoksenov Viktor Višniakov Sergej Lisunov Nikolaj Lazarev Egor Rastorguev | Macedonia del Nord Miloš Marinković Kristijan Manaskov Saša Mišić Dimitar Dimovski Uroš Kalinić Igor Milanović Milan Petrović Martin Pulejkovski Miroslav Randjić Vedran Circović Boris Letica Mario Sinadinovski Bojan Janevski |

### Donne
| Evento                          | Oro | Argento | Bronzo |
| Pallanuoto femminile (dettagli) | Cina Yang Jun Teng Fei Liu Ping Sun Yujun He Jin Sun Yating Song Donglun Chen Yuan Wang Yi Ma Huanhuan Wang Zhujia Zhang Lei Wang Ying | Stati Uniti Amber Oland Grace Reynolds Pallavi Menon Alyssa Lo Forel Davies Leah Robertson Nadia Dan Julie Oreglia Stephanie Schnugg Adriana Vogt Caroline Clark Kimberly Benedetti Cassandra Wyckoff | Russia Anna Ustjuchina Diana Antonova Elena Garipova Viktoria Kuročkina Alena Vylegžanina Natal'ja Okuneva Anna Bogdanova Ol'ga Belova Oleksandra Karpovič Marina Kaljagina Anna Timofeeva Marija Achtyrčenko Olesja Abaimova |

## Medagliere
| Posizione | Paese              |   |   |   | Totale |
| --------- | ------------------ | - | - | - | ------ |
| 1         | Cina               | 1 | 0 | 0 | 1      |
| 1         | Serbia             | 1 | 0 | 0 | 1      |
| 3         | Russia             | 0 | 1 | 1 | 2      |
| 4         | Stati Uniti        | 0 | 1 | 0 | 1      |
| 5         | Macedonia del Nord | 0 | 0 | 1 | 1      |
| Totale    | Totale             | 2 | 2 | 2 | 6      |